# 石船站
石船站位于重庆市渝北区，是重庆轨道交通4号线车站，车站编号4/23。

## 结构
石船站为高架侧式车站。

## 接驳公交
- 轨道石船站
  - 9106路

## 利用概况
该站自启用后，有大量来自石船镇的菜农背背篓，乘坐首班车前往重庆市区内的农贸市场摆摊卖菜，之后4号线自石船站发出的早班车被媒体称为“背篓专线”。